# Lorenzo Arribas Palacio
Lorenzo Arribas Palacio (10. října 1880, Arconada de Bureba – 28. července 1936, Vallecas) byl španělský římskokatolický kněz, řeholník Řádu augustiniánů a mučedník. Katolická církev ho uctívá jako blahoslaveného.

## Život
Narodil se 10. října 1880 v obci Arconada de Bureba v provincii Burgos.
Vstoupil k augustiniánům a roku 1896 složil své řeholní sliby ve Valladolidu. Roku 1903 byl vysvěcen na kněze a byl přidělen na Filipíny. Poté se vrátil do Španělska. Působil v Salamance, Barceloně, Ceutě a Uclés, kde vyučoval. Když byla augustiniánská komunita v Uclés rozpuštěna, odjel vlakem Madridu, ale cestou byl zatčen.
Dne 28. července 1936 byl na silnici u Vallecas zavražděn.

## Proces blahořečení
Dne 2. června 1953 byl zahájen jeho proces blahořečení. Do stejného procesu byli zařazeni také další tři jeho spolubratři, kteří byli zabiti s ním. Následně byl 27. dubna 1990 proces spojen s dalšími procesy, a tím vznikla skupina 104 mučedníků z řádu augustiniánů a diecézního kléru.
Dne 1. června 2007 uznal papež Benedikt XVI. jejich mučednictví. Blahořečeni byli 28. října 2007.